# Bosnia y Herzegovina en los Juegos Paralímpicos de Vancouver 2010
Bosnia y Herzegovina estuvo representada en los Juegos Paralímpicos de Vancouver 2010 por un deportista masculino. El equipo paralímpico bosnio no obtuvo ninguna medalla en estos Juegos.